# Gerridae
Los guérridos (Gerridae) son una familia de insectos del orden Hemiptera y del suborden Heteroptera, conocidos popularmente como zapateros, chinches patinadoras, chinches patinadores, zancudos de agua, patinadores de agua o simplemente patinadores. Sus piezas bucales son de tipo perforador-succionador, y es característica su habilidad para deslizarse sobre el agua, distribuyendo su peso para aprovechar la tensión superficial de la superficie del agua, por lo que son fácilmente observables en ríos y lagos. Se han identificado más de 1 100 especies de Gerridae.
Aunque la gran mayoría de especies de Gerridae son continentales, en la familia se incluye el género marino Halobates, en el cual se incluye a las únicas seis especies de insectos completamente pelágicas (que habitan el océano abierto). El género Halobates fue estudiado con detenimiento por primera vez entre 1822 y 1883 cuando Francis Buchanan White recogió varios ejemplares de distintas especies durante la Expedición Challenger. Por aquel entonces, Eschscholtz descubrió tres especies de Gerridae, lo que atrajo atención sobre esta familia a pesar del escaso conocimiento sobre su biología. Algunos Gerridae de pequeño tamaño se han confundido con otro tipo de insectos, los Veliidae; el rasgo más definitorio para distinguirlos se halla en las diferencias internas entre sus aparatos reproductores, así como la reducción en el número de tarsómeros de tres en cada pata (fórmula tarsal 3:3:3, carácter ancestral presente en Veliidae y otros Gerromorpha) a 2 o menos (2:2:2 para la mayoría de Gerridae; 1:2:2 para Microveliinae).

## Descripción
La familia Gerridae se caracteriza por una densa capa de seta hidrófobas que evitan al animal mojarse, por presentar las uñas insertadas antes del ápice del tarso, por las patas esbeltas, generalmente más larga que el cuerpo y por presentar una fórmula tarsal de 2:2:2 o 1:2:2.

### Tamaño
Generalmente son insectos pequeños, de patas largas y la longitud del cuerpo de la mayoría de las especies está entre 1 mm (algunos Microvelia) y 12 mm. Algunas tienen entre 12 y 25 mm. En el hemisferio norte, el género Aquarius incluye las especies más grandes, que generalmente superan los 12 mm (0,5 plg), al menos entre las hembras, y las especies más grandes con una media de unos 24 mm (0,9 plg).  Para el América del Sur y Central, las especies más grandes incluyen a Charmatometra bakeri o las del género Cylindrosthetus, con más de 20 cm de longitud corporal. La especie más grande del mundo es Gigantometra gigas de los arroyos del norte de Vietnam y el sur de China adyacente.  Suele alcanzar una longitud corporal de unos 36 mm (1,42 plg) en los machos sin alas y de 32 mm (1,26 plg) en las hembras aladas (los machos alados, sin embargo, sólo son en promedio ligeramente más grandes que las hembras). En esta especie, cada pata media y trasera puede superar los 10 cm (4 plg).

### Antenas

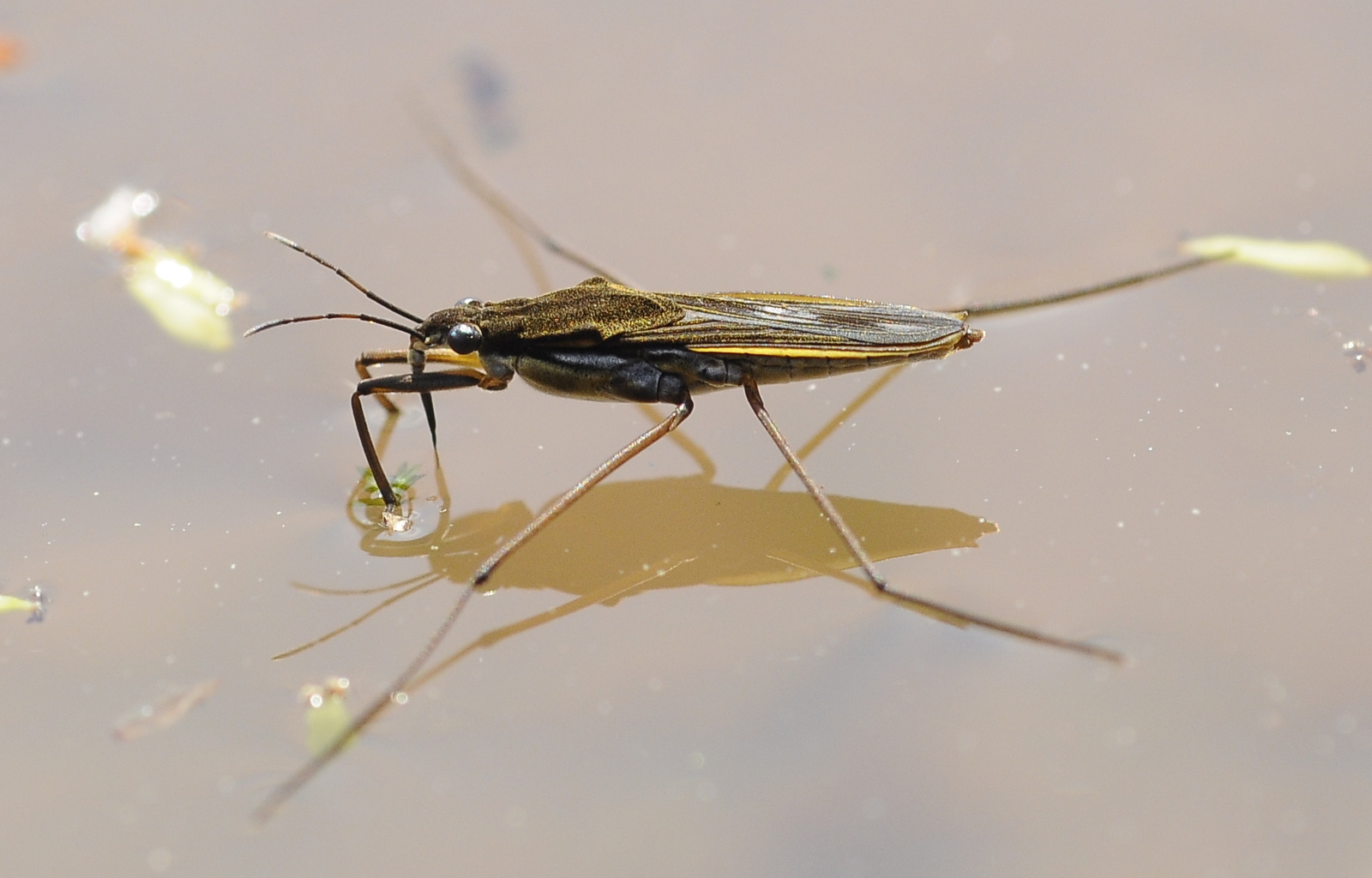
Zancudo del género Gerris.

En Gerridae, las antenas cuentan con cuatro segmentos, cuyas longitudes relativas pueden ayudar a identificar especies y géneros. La longitud de las antenas también varía entre géneros, en algunos casos incluso siendo tan largas o más que el cuerpo, como en el caso del género Tachygerris.

### Tórax
Variado en forma. El pronoto puede estar extendido o no posteriormente cubriendo el mesonoto, dependiendo del género o especie,  o de si el individuo tiene o no alas. El mesotórax suele ser más largo en comparación con el protórax o metatórax. Finalmente, es de mencionar que al igual que en otros Gerromorpha, los Gerridae pueden presentar o no alas dependiendo de condiciones ambientales como el fotoperiodo, la densidad de ninfas, etc., 

### Apéndices
Las patas delanteras son más cortas, usualmente usadas para manipular sus presas. Las patas medias son las más largas generalmente, al ser las más importantes para el desplazamiento en el agua. El par posterior sirve para distribuir el peso, así como para dirigir al insecto por la superficie del agua. Generalmente, por la longitud del mesotórax, las patas posteriores están más cerca de las posteriores que de las anteriores, sin embargo, Microveliinae y Haloveliinae no cumplen con lo anterior.

## Taxonomía
La familia cuenta actualmente con 10 subfamilias, tras el análisis de Ármisen et al. que incluyó en Gerridae a las subfamilias Microveliinae y Haloveliinae, antes parte de Veliidae. 
Se listan las subfamilias con algunos géneros
- Charmatometrinae Andersen, 1975
  - Brachymetra Mayr, 1865
  - Charmatometra Kirkaldy, 1899
- Cylindrosthetinae Andersen, 1975
  - Braylovskybates Floriano, Moreira & Bispo, 2023
  - Cylindrosthetus Mayr, 1865
  - Platygerris White, 1883
  - Potamobates White, 1833
- Eotrechinae Matsuda, 1960
  - Amemboa Esaki, 1925
  - Chimarrhometra Bianchi, 1896
  - Eotrechus Kirkaldy, 1902
  - Onychotrechus Kirkaldy, 1903
- Gerrinae Leach, 1815
  - Aquarius Schellenberg, 1800
  - Eurygerris Hungerford & Matsuda, 1958
  - Gerris Fabricius, 1794
  - Gigantometra Hungerford & Matsuda, 1958
  - Limnogonus Stål, 1868
  - Limnoporus Stål, 1868
  - Neogerris Matsumura, 1913
  - Tachygerris Drake, 1957
  - Tenagogerris Scudder, 1890
  - Tenagogonus Stål, 1868
  - Tenagometra Poisson, 1949
- Halobatinae Bianchi, 1896
  - Asclepios Distant, 1915
  - Esakia Drake & Harris, 1934
  - Eurymetra Esaki, 1926
  - Halobates, Eschscholtz, 1822
  - Metrocoris Mayr, 1865
  - Ventidius Distant, 1910
- Haloveliinae Esaki, 1930
  - Halovelia Bergroth, 1893
  - Xenobates Esaki, 1927
- Microveliinae China & Usinger, 1949
  - Aegilipsovelia Polhemus, 1970
  - Euvelia Drake, 1957
  - Fijivelia Polhemus & Polhemus, 2006
  - Hebrovelia Lundblad, 1939
  - Microvelia Westwood, 1834
  - Xiphovelia Lundbbland, 1933
- Ptilomerinae Bianchi, 1896
  - Andersenius Zettel & Chen, 1996
  - Potamometra Bianchi, 1896
  - Potamometroides Hungerford, 1951
  - Ptilomera Amyot & Serville, 1843
  - Rheumatogonus Kirkaldy, 1909
- Rhagadotarsinae Lundblad, 1933
  - Rhagadotarsus Breddin, 1905
  - Rheumatobates Bergroth, 1892
- Trepobatinae Matsuda, 1960
  - Andersenella Polhemus & Polhemus, 1993
  - Halobatopsis Bianchi, 1896
  - Iobates Polhemus & Polhemus, 1993
  - Metrobates Uhler, 1871
  - Metrobatoides Polhemus & Polhemus, 1993
  - Naboandelus Esaki, 1926
  - Ovatametra Kenaga, 1942
  - Rheumatometra Kirkaldy, 1902
  - Stenobates Esaki, 1927
  - Telmatometra Bergroth, 1991
  - Telmatometroies Polhemus, 1991
  - Telmatometropsis Mondragón, Morales & Moreira, 2021
  - Trepobates Uhler, 1883

## Evolución
El Cretogerris, procedente del ámbar Charentese del Cretácico (Albiano) de Francia, se sugirió inicialmente como un gérrido, aunque posteriormente se interpretó como un miembro indeterminado de Gerroidea. Son morfológicamente similares a los Chresmoda, un enigmático género de insectos conocido desde el Jurásico Tardío hasta el Cretácico Medio con un estilo de vida presumiblemente similar.

## Polimorfismo en las alas
El polimorfismo alar (es decir, la presencia de múltiples morfos alares en una especie dada) ha evolucionado de forma independiente en múltiples ocasiones en Gerridae, así como la pérdida completa de las alas, algo que ha sido importante para la evolución de la variedad en las especies que vemos hoy en día, y la dispersión de Gerridae. La existencia de polimorfismo alar en una especie determinada puede explicarse como un caso particular de síndrome de oogénesis-vuelo. Siguiendo este razonamiento, que se aplica comúnmente en los insectos, el desarrollo de alas cortas proporciona al individuo la capacidad de dedicar las reservas de energía que normalmente se utilizarían para el desarrollo de las alas y de los músculos alares a aumentar la producción de huevos y a reproducirse precozmente, lo que en última instancia mejora la capacidad del individuo. La capacidad de que una cría tenga crías con alas y la siguiente no, permite a los zancudos acuáticos adaptarse a entornos cambiantes. Dependiendo del entorno y de la estación del año, se necesitan alas largas, medianas, cortas o inexistentes. Las alas largas permiten volar a una masa de agua vecina cuando hay demasiada gente, pero pueden mojarse y pesar. Las alas cortas pueden permitir desplazamientos cortos, pero limitan lo lejos que puede dispersarse un gérrido. El no tener alas evitan que un gérrido sea pesado, pero impiden su dispersión.
El polimorfismo de las alas es común en los gérridos, a pesar de que la mayoría de las poblaciones univoltinas (una nidada) son completamente ápteras (sin alas) o macrópteras (con alas). Las poblaciones ápteras de gérridos estarían restringidas a hábitats acuáticos estables que experimentan pocos cambios en el medio ambiente, mientras que las poblaciones macrópteras pueden habitar aguas más cambiantes y variables. Las aguas estables suelen ser grandes lagos y ríos, mientras que las aguas inestables suelen ser pequeñas y estacionales. Los gérridos producen formas aladas con fines de dispersión y los individuos macrópteros se mantienen debido a su capacidad para sobrevivir en condiciones cambiantes. Las alas son necesarias si es probable que la masa de agua se seque, ya que el gérrido debe volar hasta una nueva fuente de agua. Sin embargo, las formas sin alas se ven favorecidas debido a la competencia por el desarrollo de los ovarios y las alas, y el éxito reproductivo es el objetivo principal debido a la teoría del gen egoísta. Los gérridos invernantes suelen ser macrópteros, o con alas, para poder volar de vuelta a su hábitat acuático después del invierno. Un mecanismo de cambio ambiental controla el dimorfismo estacional observado en las especies bivoltinas, o especies que tienen dos nidadas al año. Este mecanismo de cambio es el que ayuda a determinar si evolucionará o no una nidada con alas. La temperatura también desempeña un papel importante en el cambio fotoperiódico. La temperatura marca las estaciones y, por tanto, cuándo se necesitan las alas, ya que hibernan durante el invierno. En última instancia, estos mecanismos de cambio alteran los alelos genéticos para las características de las alas, ayudando a mantener la dispersión biológica.

## Naturaleza de la capacidad de caminar sobre el agua

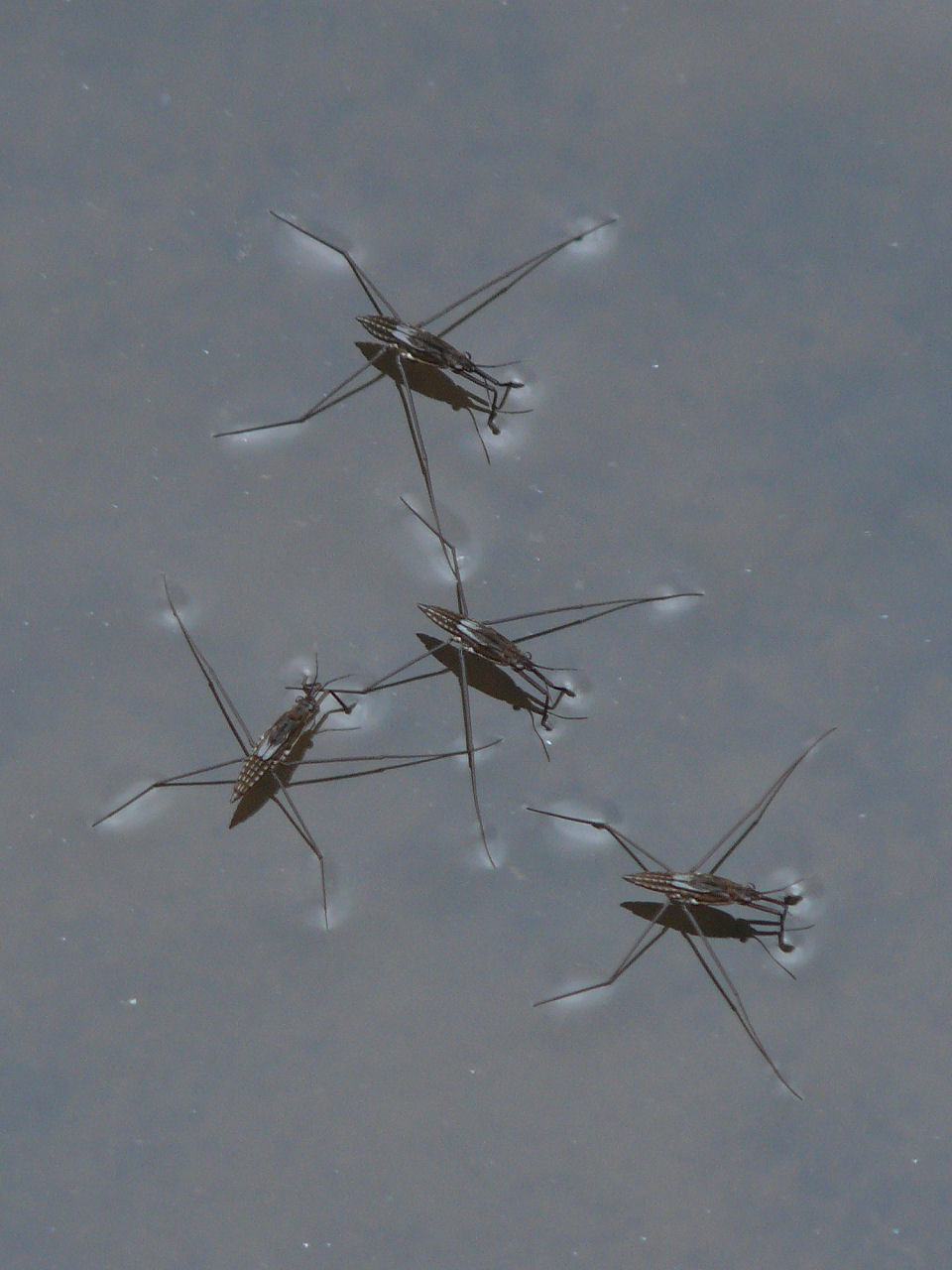
Impacto de las patas de los zancudos sobre la superficie del agua.

Flotación producto de la tensión superficial.

Son capaces de caminar sobre el agua debido a una combinación de varios factores. Utilizan la alta tensión superficial del agua y sus largas patas hidrófobas para mantenerse sobre el agua. Las especies de Gerridae aprovechan esta tensión superficial gracias a sus patas altamente adaptadas y a la distribución de su peso.
Las patas son largas y delgadas, lo que permite distribuir el peso del cuerpo sobre una gran superficie. Las patas son fuertes, pero tienen una flexibilidad que les permite mantener su peso uniformemente distribuido y fluir con el movimiento del agua. Los pelos hidrófugos recubren la superficie del cuerpo del zancudo acuático. Hay varios miles de pelos por milímetro cuadrado, lo que les proporciona un cuerpo hidrófugo que evita la humedad de las olas, la lluvia o el rocío, lo que podría inhibir su capacidad para mantener todo su cuerpo por encima de la superficie del agua si el agua se atascara y pesara sobre el cuerpo.Esta postura de mantener la mayor parte del cuerpo por encima de la superficie del agua se denomina posición epipleustónica, que es una característica definitoria de los zancudos acuáticos. Si su cuerpo se sumergiera accidentalmente, por ejemplo por una gran ola, los diminutos pelos atraparían el aire. Diminutas burbujas de aire en todo el cuerpo actúan como flotabilidad para llevar al insecto a la superficie de nuevo, mientras que también proporciona burbujas de aire para respirar bajo el agua.A pesar de su éxito en la superación de la inmersión en el agua, sin embargo, no son tan competentes en petróleo, y derrames experimentales de petróleo han sugerido que este derramado en sistemas de agua dulce puede provocar la inmovilidad de estos insectos.
Los diminutos pelos de las patas proporcionan tanto una superficie hidrófoba como una mayor superficie para repartir su peso sobre el agua. Las patas medias utilizadas para remar tienen pelos en la tibia y el tarso particularmente bien desarrollados para ayudar a aumentar el movimiento a través de la capacidad de empuje.El par de patas traseras se utilizan para la dirección.Cuando comienza la brazada de remo, los tarsos medios de los gérridos se presionan rápidamente hacia abajo y hacia atrás para crear una onda superficial circular en la que la cresta puede utilizarse para impulsar un empuje hacia delante.La onda semicircular creada es esencial para la capacidad del zancudo acuático de moverse rápidamente, ya que actúa como una fuerza contra la que empujar. Como resultado, los zancudos acuáticos a menudo se mueven a 1 metro por segundo o más rápido.